# Казанкан (разъезд)
Казанка́н (686 км) — разъезд Северобайкальского региона Восточно-Сибирской железной дороги на Байкало-Амурской магистрали (1374 километр).
Находится на западной окраине посёлка городского типа Северомуйск Муйского района Республики Бурятия.

## Пригородное сообщение по станции
| № поезда | Маршрут движения   | № поезда | Маршрут движения   |
| -------- | ------------------ | -------- | ------------------ |
| 6373     | Таксимо — Окусикан | 6374     | Окусикан — Таксимо |